# Pacific Gas & Electric Building
Het Pacific Gas & Electric Building, lokaal bekend als het PG&E Building, is een wolkenkrabber in San Francisco, Verenigde Staten. Het gebouw, dat aan 77 Beale Street staat, werd in 1971 opgeleverd. Het is 149,96 meter hoog en telt 34 verdiepingen. Het werd door Hertzka & Knowles in modernistische stijl ontworpen.